# Ингрия (Италия)
Ѝнгрия (на италиански: Ingria; на пиемонтски: Ingri, Ингри, на окситански: Engri, Енгри) е село и община в Метрополен град Торино, регион Пиемонт, Северна Италия. Разположено е на 816 m надморска височина. Към 1 януари 2020 г. населението на общината е 47 души, от които 2 са чужди граждани.